# Umdeutung (Recht)
Durch die Umdeutung (auch Konversion genannt) gemäß § 140 BGB wird im Zivilrecht ein nichtiges Rechtsgeschäft, das den Erfordernissen eines gültigen Rechtsgeschäft entspricht, in dieses gültige Rechtsgeschäft umgedeutet, wenn anzunehmen ist, dass bei Kenntnis der Nichtigkeit dieses andere Geschäft gewollt wäre.
Als Beispiel kann angeführt werden: Eine außerordentliche Kündigung ist unzulässig, wäre aber als ordentliche Kündigung zulässig. Dann kann die außerordentliche Kündigung in eine ordentliche Kündigung umgedeutet werden.

## Normzweck
§ 140 BGB dient der Verwirklichung der Privatautonomie und steht damit im systematischen Zusammenhang mit den gleich gerichteten §§ 133, 139, 157 BGB.
„Die Vorschrift bezweckt, den von den Parteien erstrebten wirtschaftlichen Erfolg auch dann zu verwirklichen, wenn das Mittel, das sie dafür gewählt haben, unzulässig ist, jedoch ein anderer, rechtlich gangbarer Weg zur Verfügung steht, der zum annähernd gleichen wirtschaftlichen Ergebnis führt“.
Dies durch die „Durchsetzung des mutmaßlichen Parteiwillens (...), begrenzt durch den feststehenden wahren Parteiwillen“.

## Begriff und Abgrenzungen
Die rechtsdogmatische Einordnung der Umdeutung ist umstritten. Teils wird in ihr ein Sonderfall der Teilnichtigkeit, teils eine besondere Auslegungsregel, ganz herrschend jedoch ein eigenständiges Rechtsinstitut gesehen.
Allgemein von einem „Vorrang der Auslegung“ aus und auch von einem Vorrang der Regelung für den Fall einer Teilnichtigkeit in § 139 BGB.

## Konkurrenzen
§ 150, § 117 Abs. 2 BGB (Scheingeschäft) sind vorgehende Spezialregelungen. Als solche werden auch §§550 Satz 1, 2101, 2301 BGB genannt.

## Voraussetzungen

### Kein der Umdeutung entgegenstehender tatsächlicher Parteiwille
Ein tatsächlicher Parteiwille geht der Umdeutung vor.
Haben die Parteien in Kenntnis der Unwirksamkeit gehandelt, geht man davon aus, dass sie keine Umdeutung wollten. Ein bloßes Kennenmüssen der Unwirksamkeit reicht nicht aus.
Die Parteien können positiv eine Regelung für den Fall treffen, dass ihr Rechtsgeschäft unwirksam ist. Sie können vereinbaren, dass ihr Rechtsgeschäft im Fall der Unwirksamkeit nicht umzudeuten ist oder sie können bestimmen, in welches Rechtsgeschäft ihr Rechtsgeschäft im Fall der Unwirksamkeit umzudeuten ist (Konversionsklausel).

### Nichtiges (oder unwirksames) Rechtsgeschäft
- Rechtsgeschäft

§ 140 BGB setzt ein Rechtsgeschäft voraus. § 140 BGB wird entsprechend auch auf Prozesshandlungen angewendet.
Erfasst werden alle Arten von Rechtsgeschäften: einseitige (zum Beispiel eine Kündigung) oder mehrseitige (zum Beispiel ein Vertrag); Verfügungs- oder Verpflichtungsgeschäfte; Geschäfte von Todes wegen und Geschäfte unter Lebenden etc.
Liegt wegen eines Dissens kein Rechtsgeschäft vor, kommt § 140 BGB nicht zur Anwendung.
- Nichtigkeit

In der deutschen Zivilrechtsdogmatik unterscheidet man anfängliche Unwirksamkeit (Nichtigkeit) von sonstiger Unwirksamkeit. § 140 BGB spricht nur von „Nichtigkeit“. Gemeint ist aber jede Form der Unwirksamkeit. (Vereinfachend wird im Folgenden zumeist nur von Nichtigkeit gesprochen.)
Ein anfechtbares, aber nicht angefochtenes Rechtsgeschäft unterfällt nicht § 140 BGB. Ebenso wenig ein schwebend unwirksames, noch heilbares Rechtsgeschäft.
§ 140 BGB setzt Totalnichtigkeit, nicht bloße Teilnichtigkeit voraus. Ein teilnichtiges Rechtsgeschäft, das nach § 139 BGB trotzdem ansonsten wirksam ist, ist nicht umdeutbar.

### Kein Verstoß gegen den Normzweck der Unwirksamkeitsnorm
Die Umdeutung eines nichtigen Rechtsgeschäfts in ein anderes Rechtsgeschäft darf nicht dem Normzweck der Nichtigkeitsnorm widersprechen. Wenn die Rechtsordnung nicht das Mittel, sondern (auch) den Erfolg missbilligt, kommt eine Umdeutung nicht in Betracht.
Zwar stellt § 140 BGB nicht auf die Art des Nichtigkeitsgrundes ab. Bei formunwirksamen, gesetzeswidrigen (§ 134 BGB) oder sittenwidrigen Rechtsgeschäften (§ 138 BGB) ist aber nach dem jeweiligen Normzweck zu fragen.

### Wirksames, kongruentes Ersatzgeschäft
Eine Umdeutung ist nicht möglich, wenn auch das Ersatzgeschäft unwirksam ist. Sie ist möglich, wenn das Ersatzgeschäft weniger fehlerhaft ist, z. B. statt nichtig nur anfechtbar ist.
Die Anforderungen an das Ersatzgeschäft werden unterschiedlich formuliert. Nach einer auch in der Rechtsprechung verwandten Formel kommt es darauf an, dass das als gültig anzusehende Rechtsgeschäft in dem nichtigen Geschäft als dessen Teil schon vollständig enthalten war. Nach der Kongruenzformel reicht es aus, dass das nichtige Geschäft den Erfordernissen des Ersatzgeschäfts entspricht. Nach beiden Auffassungen/Formulierungen dürfen im Wege der Umdeutung keine Tatbestandsmerkmale eines Ersatzgeschäfts fingiert werden.
Repräsentativ ist etwa die Forderung, dass das nichtige Rechtsgeschäft alle wesentlichen Merkmale des anderen, zulässigen Rechtsgeschäfts, in das umgedeutet werden soll, mit (annähernd) gleichen, aber nicht weitergehenden Wirkungen wie das nichtige aufweisen muss.
Aus dem Kongruenzerfordernis und aus der Beachtlichkeit des hypothetischen Parteiwillens folgt, dass das Ersatzgeschäft in seinen Wirkungen nicht über diejenigen des wirklich gewollten Geschäfts hinausgehen darf.
- Beispiel:  Die Umdeutung einer Anfechtung in eine Kündigung ist möglich (Wirkung lediglich ex nunc, kein Schadensersatz nach § 122 BGB), nicht aber umgekehrt.[4]

### Hypothetischer Parteiwille
§ 140 BGB fragt nach dem mutmaßlichen (hypothetischen) Parteiwillen. Ein realer Parteiwille geht vor. Der hypothetische Parteiwille geht dem objektiv Vernünftigen vor. Die Parteien dürfen nicht bevormundet werden. Allerdings ist ein hypothetischer Wille, das Ersatzgeschäft gelten zu lassen, regelmäßig anzunehmen, wenn dadurch derselbe wirtschaftliche Erfolg erreicht wird wie durch das nichtige Rechtsgeschäft; im Allgemeinen kann davon ausgegangen werden, dass es den Parteien als vernünftig denkenden Menschen beim Vertragsschluss auf den von ihnen angestrebten wirtschaftlichen Erfolg angekommen ist.
Bei gegenseitigen Verträgen ist eine Umdeutung nicht von vornherein deshalb ausgeschlossen, weil in das Leistungs-Gegenleistungs-Verhältnis eingegriffen wird. (Ausnahmsweise) kann die Umdeutung eine Veränderung des Gleichgewichts von Leistung und Gegenleistung in sich schließen, aber auch eine Herabsetzung der Gegenleistung der benachteiligten Partei zur Aufrechterhaltung des Gleichgewichts erfassen.
Der für die Ermittlung des hypothetischen Parteiwillens maßgebliche Zeitpunkt ist der Zeitpunkt der Vornahme des Rechtsgeschäfts, nicht der Zeitpunkt der Umdeutung.

## Prozessuales
- von Gesetz wegen

Die Umdeutung ist nicht als Einrede oder Einwendung ausgestaltet, sondern gilt „von Gesetz wegen“ („von Rechts wegen“). Man spricht auch davon, dass die Umdeutung „von Amts wegen“ erfolgt. Daran wird – ähnlich wie an dem Ausdruck „Konversion“ – kritisiert, dass damit falsch der Eindruck erweckt wird, dass die Umdeutung eine gerichtliche Rechtsgestaltung sei. Das ist zwar richtig. Die Umdeutung hat aber auch „gestalterische Elemente.“
- Darlegungs- und Beweislast

Wer die Rechtsfolgen aus einem umgedeuteten Rechtsgeschäft geltend macht, trägt die Darlegungs- und Beweislast für die Voraussetzung einer Umdeutung.

## Fallgruppen

### Allgemeines
Zur Umdeutung hat sich eine umfangreiche Rechtsprechung entwickelt, die am besten in den Kommentaren nachzulesen ist. Eine schematische Übernahme sollte vermieden werden: es kommt stets auf den hypothetischen Parteiwillen im Einzelfall an.

### Arbeitsrecht
- Außerordentliche (fristlose) (Arbeitgeber-)Kündigung:

Eine außerordentliche (fristlose) Kündigung kann in eine ordentliche (fristgerechte) Kündigung umdeutbar sein. Dies jedoch nach der Rechtsprechung nur dann, wenn ein entsprechender Wille des Arbeitgebers dies (aus den Umständen) für den Arbeitnehmer erkennbar war. Die zwischenzeitliche Rechtsprechung, dass eine Umdeutbarkeit „geltend zu machen“ sei, widersprach § 140 BGB und findet sich nur noch vereinzelt. Nach allgemeinen Konversionsgrundsätzen ist eine Umdeutung nur dann zulässig, wenn die ordentliche Kündigung wirksam ist, d. h. gegebenenfalls sozial gerechtfertigt im Sinne des § 1 KSchG ist, notwendige Zustimmungen (auch) für die ordentliche Kündigung (§ 85 SGB IX, § 9 MuSchG, § 18 BErzGG oder nach § 103 BetrVG) vorliegen und bei Bestehen eines Betriebsrats dieser nach § 102 BetrVG (vorsorglich auch) zu einer beabsichtigten ordentlichen Kündigung angehört wurde.
- Verstöße gegen § 77 Abs. 3 BetrVG

Bei Verletzungen der durch § 77 Abs. 3 BetrVG geschützten Tarifautonomie ist die gegenüber dem Tarifvertrag konkurrierende Betriebsvereinbarung – selbst wenn der Arbeitgeber nicht tarifgebunden ist – unwirksam. Sie kann jedoch analog § 140 BGB in eine vertragliche Einheitsregelung (Gesamtzusage oder gebündelte Vertragsangebote) umgedeutet werden, wenn „besondere tatsächliche Umstände vorliegen, aus denen die Arbeitnehmer nach Treu und Glauben schließen durften, daß [!sic] der Arbeitgeber über die betriebsverfassungsrechtliche Verpflichtung hinaus sich für eine bestimmte Leistung binden wollte.“ Dabei ist als Ansatzpunkt für die Umdeutung maßgeblich, ob sich aus der Erklärung des Arbeitgebers der hypothetische Wille ergibt, sich im Falle der Unwirksamkeit der betriebsverfassungsrechtlichen Regelung vertraglich gegenüber den durch die Regelung begünstigten Arbeitnehmern zu binden. Solche Umdeutungen dürfen aber nur ausnahmsweise erfolgen, da sonst der Schutzzweck von § 77 Abs. 3 BetrVG ins Leere laufen würde.

### Verwaltungsrecht
- Verwaltungsakt:

Früher war es herrschende Auffassung, dass § 140 BGB auch auf Verwaltungsakte entsprechende Anwendung findet. § 47 Verwaltungsverfahrensgesetz („Umdeutung eines fehlerhaften Verwaltungsaktes“) enthält aber jetzt eine eigenständige, von § 140 BGB abweichende Regelung.
- öffentlichrechtliche Verträge:

Auf öffentlichrechtliche Verträge ist § 140 BGB weiterhin entsprechend anwendbar.

### Prozessrecht
§ 140 BGB ist entsprechend (analog) auch in den Prozessordnungen anwendbar, „wenn deren Voraussetzungen eingehalten sind, die Umdeutung dem maßgeblichen Parteiwillen entspricht und kein schutzwürdiges Interesse des Gegners entgegensteht“.